# Mark Travers
Mark Travers, né le 18 mai 1999 à Maynooth, est un footballeur international irlandais qui évolue au poste de gardien de but au Everton FC.

## Biographie

### En club
Après avoir porté les couleurs de Cherry Orchard (en) puis des Shamrock Rovers en Irlande, Mark Travers rejoint l'Angleterre et le centre de formation de l'AFC Bournemouth en 2016, alors qu'il est âgé de dix-sept ans.
Le 4 mai 2019, il dispute son premier match au niveau professionnel à l'occasion de la réception de Tottenham Hotspur en Premier League. Il se fait remarquer en arrêtant plusieurs frappes adverses, ce qui contribue grandement à la victoire de son équipe (1-0). Huit jours plus tard, il est de nouveau titulaire dans les cages de Bournemouth contre Crystal Palace (défaite 5-3).
Le 28 août 2019, Mark Travers débute face aux Forest Green Rovers en Coupe de la Ligue anglaise. Il se démarque en stoppant trois penalties lors de la séance de tirs au but, ce qui permet à son équipe de se qualifier pour le tour suivant.
Le 6 janvier 2021, il est prêté jusqu'à la fin de la saison à Swindon Town, qui évolue en troisième division.
En juillet 2023, il rejoint en prêt le club Stoke City pour toute la saison,. En octobre 2023, il est rappelé de son prêt de Stoke City par l'AFC Bournemouth.
Fin janvier 2025, il prêté par le club à Middlesbrough FC, qui évolue en Championship, pour le reste de la saison en cours,.
En juillet 2025, le NYT envoie le gardien à Everton, le club a conclu un accord pour recruter le gardien de but de Bournemouth, Mark Travers. Le club de la Merseyside versera une somme initiale de 4 millions de livres sterling (5,39 millions de dollars).

### En sélection nationale
Mark Travers porte les couleurs de l'Irlande en moins de 17 ans, des moins de 18 ans et des moins de 19 ans entre 2015 et 2018.
Le 10 septembre 2019, il honore sa première sélection avec les A irlandais lors d'un match amical contre la Bulgarie (victoire 3-1). Il dispute son deuxième match avec les Boys in Green le 14 novembre 2019, pour une nouvelle victoire 3-1 en amical contre la Nouvelle-Zélande.

## Statistiques
| Saison                | Club                  | Championnat           | Championnat | Championnat | Coupe nationale | Coupe nationale | Coupe de la Ligue | Coupe de la Ligue | République d'Irlande | République d'Irlande | Total | Total |
| Saison                | Club                  | Division              | M.          | B.          | M.              | B.              | M.                | B.                | M.                   | B.                   | M.    | B.    |
| 2018-2019             | AFC Bournemouth       | Premier League        | 2           | 0           | -               | -               | -                 | -                 | -                    | -                    | 2     | 0     |
| 2019-2020             | AFC Bournemouth       | Premier League        | 1           | 0           | 2               | 0               | 2                 | 0                 | 2                    | 0                    | 7     | 0     |
| 2020-2021             | AFC Bournemouth       | Championship          | 1           | 0           | -               | -               | 1                 | 0                 | 1                    | 0                    | 3     | 0     |
| 2021-2022             | AFC Bournemouth       | Championship          | 45          | 0           | -               | -               | 1                 | 0                 | -                    | -                    | 46    | 0     |
| 2022-2023             | AFC Bournemouth       | Premier League        | 12          | 0           | 1               | 0               | 2                 | 0                 | 1                    | 0                    | 16    | 0     |
| 2023-2024             | AFC Bournemouth       | Premier League        | 4           | 0           | 3               | 0               | -                 | -                 | -                    | -                    | 7     | 0     |
| 2024-2025             | AFC Bournemouth       | Premier League        | 5           | 0           | -               | -               | -                 | -                 | -                    | -                    | 5     | 0     |
| Sous-total            | Sous-total            | Sous-total            | 70          | 0           | 6               | 0               | 6                 | 0                 | 4                    | 0                    | 86    | 0     |
| 2020-2021             | Swindon Town (prêt)   | League One            | 8           | 0           | -               | -               | -                 | -                 | -                    | -                    | 8     | 0     |
| 2022-2023             | Stoke City (prêt)     | Championship          | 13          | 0           | -               | -               | 1                 | 0                 | -                    | -                    | 14    | 0     |
| Sous-total            | Sous-total            | Sous-total            | 21          | 0           | -               | -               | 1                 | 0                 | -                    | -                    | 22    | 0     |
| Total sur la carrière | Total sur la carrière | Total sur la carrière | 91          | 0           | 6               | 0               | 7                 | 0                 | 4                    | 0                    | 108   | 0     |

## Palmarès

### En club
- AFC Bournemouth
  - Vice-champion d'Angleterre de D2 en 2022.